# USS Bainbridge (1842)
Pour les autres navires du même nom, voir USS Bainbridge.
Le brick USS Bainbridge est le premier brick de l'US Navy à porter le nom du commodore William Bainbridge. Il a notamment servi durant la guerre de Sécession.

## Lancement
Il a été lancé le 26 avril 1842 aux chantiers navals de Boston Navy Yard et placé dans le service actif le 16 décembre 1842 sous le commandement du commander Z.F. Johnston.

## Carrière
Ayant appareillé de Boston le 26 janvier 1843, le Bainbridge a servi dans la Home Squadron avant de rentrer à New York le 3 mai 1844. Du 26 juin 1844 au 10 octobre 1847, il a servi dans la Brazil Squadron qui avait pour but de sécuriser la route commerciale maritime entre l'Amérique du Sud et les États-Unis durant la guerre de Cisplatine qui opposa le Brésil et l'Uruguay. Dans le même temps, il fut également placé dans l'Africa Squadron jusqu'au 10 septembre 1856, date de son retour à Norfolk.
Le brick fut désarmé au Norfolk Navy Yard du 18 septembre 1856 au 28 avril 1858 avant d’être replacé dans le service en mai 1858. Le Bainbridge quitta alors Hampton Roads, en Virginie, le 18 mai pour se joindre à la flotte du commodore William B. Shubrick. La totalité de la flotte gagna le Paraguay afin d’y mener une attaque en  représailles au bombardement du Water Witch en février 1855. Le Bainbridge ainsi que sa flotte atteint Asuncion au Paraguay en janvier 1859 où le problème fut réglé de manière pacifique. Il est ensuite intégré aux Brazil et African Squadrons avant de quitter Rio de Janeiro le 17 septembre 1860 pour gagner Boston le 9 novembre de la même année pour y être retiré du service.
Replacé dans le service actif le 1er mai 1861, le Bainbridge navigua pour le golfe du Mexique du 1er mai au 21 mai. Il y captura deux goélettes et assista d’autres vaisseaux dans la capture d’un navire à vapeur. Le 3 août 1962, alors à quai à New-York, le brick reçu l’ordre de se joindre au blocus de l'Union qui consistait en un blocus des états de la Confédération. Le Bainbridge était alors stationné au large de Key West en Floride.
En septembre 1862, le Bainbridge fut envoyé à Aspinwall, au Panama, où une importante tempête sévit du 22 au 26 novembre de la même année. Le navire fut sévèrement endommagé, devant larguer par-dessus bord une partie importante du contenu de ses cales et de ses armements. Après d’importantes réparations, elle gagna New York en mai 1863.
Le 21 août 1863, alors que le Bainbridge prenait part au blocus de l’Union, il chavira au large du cap Hatteras, emportant avec lui la totalité de l’équipage, à l’exception d’un seul marin.

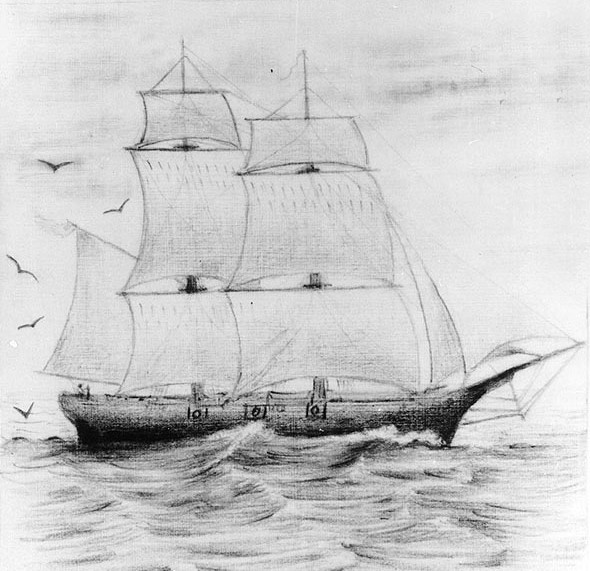
Dessin de George H. Rogers montrant le Bainbridge au large de Cuba en 1862

## Sources
- (en) Page de l'USS Bainbridge sur un site de l'histoire navale américaine